# Soil Festivities
Soil Festivities è il nono album in studio del musicista greco Vangelis, pubblicato nel 1984 dalla Polydor.

## Descrizione
Soil Festivities, ventesima pubblicazione discografica ufficiale, può essere considerato il primo album del trittico anni ottanta di Vangelis, composto poi da Mask e Invisible Connections. La caratteristica principale di questo come degli altri due album è la volontà del musicista di sperimentare uno stile nuovo basandosi sulle sue percezioni; ciò rende il sound di questi lavori molto differente tra loro e rispetto a quello "classico" espresso nei suoi album più famosi (Heaven and Hell, Albedo 0.39, Spiral e China).
Lo stile di Soil Festivities è quasi interamente ambient: si tratta probabilmente del lavoro più influenzato da questo tipo di sonorità, con ispirazioni anche di tipo new Age e minimal. L'ispirazione per il disco deriva anche, per dichiarazione di Vangelis, dai processi di vita che avvengono sulla superficie della Terra.
Caratteristica comune a questo disco e a Mask è l'uso massiccio di tastiere polifoniche: Movement 1 si basa sul tema di un bordone, ed è probabilmente quasi del tutto improvvisata. Uno stile simile caratterizza Movement 2 e Movement 4. Gli altri due brani, Movement 3 e Movement 5, presentano uno stile più incentrato sulle percussioni e sul ritmo.

## Tracce
1. Movement 1 – 18:20
2. Movement 2 – 6:20
3. Movement 3 – 6:06
4. Movement 4 – 9:54
5. Movement 5 – 7:20

## Musicisti
- Vangelis - tutti gli strumenti